# Pete Mickeal
Fenton Pete Mickeal (Rock Island, Illinois, 22. veljače 1978.) američki je profesionalni košarkaš. Igra na poziciji niskog krila, a trenutačno je član španjolske Regal FC Barcelone.

## Karijera

#### Sveučilište i NBA
Karijeru je započeo na sveučilištu Cincinnati. Izabran je u 2. krugu (58. ukupno) NBA drafta 2000. od strane Dallas Mavericksa. Kako na trening kampovima nije zadovoljio kriterije struke u Dallasu, kao slobodan igrač potpisao je za New York Knickse. Međutim, zbog ozljede nije igrao, a kasnije je otpušten iz kluba.

#### ABA liga
Nakon neuspješnih pokušaja igranja u NBA ligi, svoju je sreću potražio u ABA ligi. Igrao je za Tampa Bay ThunderDawgs i Kansas City Knights. Kanzaški sastav vodio je 2002. do rekordnog omjera 32-5 i naslova prvaka, a sam je osvojio nagradu za najkorisnijeg igrača prvenstva. 

#### Inozemstvo
U sljedećoj sezoni je igrao na Filipinima za Talk ’N Text Phone Pals i došao do još jednog naslova prvaka, a sebi je osigurao mjesto prvog strijelca natjecanja. Treći, zasad posljednji pokušaj igranja u NBA, završio je tako što ga je Houston otpustio nakon tjedan dana treninga. Okrenuo se tada Europi u kojoj mu je prvo odredište bio Peristeri, neko vrijeme je proveo u moskovskom Dinamu, ali mu je europsku slavu donijelo igranje u Makedonikosu. Na kraju ULEB kup sezone 2004./05. imao je prosjek od 21.5 poena i osam skokova. Slijedila je sezona u španjolskoj momčadi Leche Río (19 poena, 7.3 skokova po susretu), nakon koje je otišao u Koreju. Nakon sezone 2006/07. provedene u korejskom Daegu Orionsu, vraća se natrag u Europu i potpisuje za TAU Cerámicu.  Mickael nakon samo jedne sezone u Tau Ceramici zbog financijskih problema kluba odlazi u Regal FC Barcelonu.

## Vanjske poveznice
- Profil na Euroleague.net
- Profil na TheDraftReview.com
- Profil  Arhivirana inačica izvorne stranice od 8. travnja 2010. (Wayback Machine) na ACB.com